# RTV Vida
RTV Vida es un canal de España que emite por TDT desde 2012.

## Historia
El proyecto denominado Radio Televisión Vida comenzó el 2 de febrero de 1996, en la ciudad de Murcia. El que es actualmente director de la cadena de emisoras, Fernando Vergara, ha presentado programas de radio desde 1977, atesorando una amplia experiencia en el arte de comunicar. Radio Juventud en Albacete, Radio Vigo, Radio Bilbao, Radio Vitoria, Radio Gandía, La Voz de Granada, Radio Tarragona o La voz de la Palma, son algunas de las emisoras donde pudo hacer programas de radio, siempre con una clara vocación evangelística.
De la mano de Fernando Vergara nace, en 1986, la Asociación Evangélica de Radio y Televisión de la Comunidad Autónoma de Murcia, entidad sin ánimo de lucro que más tarde lanzará el medio de comunicación Radio Vida, una emisora de radio cultural, social y con una temática netamente cristiana. Radio Vida se fue consolidando y expandiendo poco a poco hasta abarcar gran parte del Sureste de España en la actualidad.
- Datos: Q5712130